# Parundinella spinodenticula
Parundinella spinodenticula is een eenoogkreeftjessoort uit de familie van de Tharybidae. De wetenschappelijke naam van de soort is voor het eerst geldig gepubliceerd in 1957 door Fleminger.